# Серак
Сера́к (фр. sérac) — ледяной пик, вертикальное ледниковое образование, образующееся на передней кромке ледника.

## Название
Sérac — название  белого свежего сыра швейцарского и французского происхождения, который производят из сыворотки, оставшейся после производства прессованных вареных сыров, таких как грюйер или конте. Слово впервые употребил в значении ледникового образования швейцарский натуралист Орас Бенедикт де Соссюр в 1779 году.
В русском языке встречается наименование сераков ледяными столбами или зубами.

## Образование
Сераки образуются при совпадении ряда условий, таких как резкая крутизна подстилающего склона, ведущая к осыпанию кромки ледника, движение ледника, активное таяние и выветривание, неоднородность ледниковой массы, ведущая к неравномерному таянию и образованию промоин и трещин.
Часто серак принимает форму высокой ледяной колонны, иногда с заостренным пиком. В зависимости от погодных условий и высоты серак может существовать в течение нескольких сезонов или рухнуть вскоре после образования. В других случаях сераки принимают более приземистую форму и равномерно распределяются по леднику или горе.

## Размеры и опасность
Высота сераков может колебаться от нескольких метров до нескольких сотен метров. Они опасны для альпинистов, так как исключительно нестабильны и могут неожиданно обрушиться. В мороз, когда сераки застывают, они могут быть серьёзным препятствием на пути.

Передвижение вблизи сераков крайне опасно.

### Сераки — причина массовой гибели альпинистов
- В 1981 году на горе Рейнир в США одиннадцать альпинистов погибли под обломками внезапно разрушившихся сераков размером с автомобиль[3].
- Обрушение крупного серака привело к гибели восьми альпинистов во французских Альпах в августе 2008 года[4].
- Обрушение крупного серака, который вызвал лавину, привело к гибели 16 человек (9 ранено) 18 апреля 2014 года на Джомолунгме[5].
- 3 июля 2022 года при восхождении на г. Мармолада на северо-востоке Италии погибли 11 человек.